# Andi Sullivan
Andi Sullivan (Honolulu, Hawái, Estados Unidos; 20 de diciembre de 1995) es una futbolista estadounidense que juega como mediocampista para la selección de Estados Unidos y para el Washington Spirit de la National Women's Soccer League (NWSL) de Estados Unidos.
En 2018, Sullivan fue elegida por el Washington Spirit en el primer turno del draft universitario de la NWSL.

## Estadísticas

### Clubes
| Club              | País           | Año             |
| ----------------- | -------------- | --------------- |
| Washington Spirit | Estados Unidos | 2018 - presente |